# Leia (geslacht)
Leia is een muggengeslacht uit de familie van de paddenstoelmuggen (Mycetophilidae).

## Soorten
- L. arsona Hutson, 1978
- L. beckeri Landrock, 1940
- L. bilineata (Winnertz, 1863)
- L. bimaculata (Meigen, 1804)
- L. bivittata Say, 1829
- L. cincta (Coquillett, 1895)
- L. crucigera Zetterstedt, 1838
- L. cuneola (Adams, 1903)
- L. cylindrica (Winnertz, 1863)
- L. decora (Loew, 1869)
- L. dryas Johannsen, 1912
- L. fascipennis Meigen, 1818
- L. fuscicalcar Edwards, 1928
- L. graeca Bechev, 1997
- L. hemiata Garrett, 1925
- L. hungarica Sevcik & Papp, 2003
- L. hyalina (Coquillett, 1905)
- L. lineola (Adams, 1903)
- L. longiseta Barendrecht, 1938
- L. maculosa Strobl, 1898
- L. martinovskyi Sevcik & Papp, 2003
- L. melaena (Loew, 1869)
- L. nigricornis Van Duzee, 1928

- L. oblectabilis (Loew, 1869)
- L. opima (Loew, 1869)
- L. picta Meigen, 1818
- L. piffardi Edwards, 1925
- L. plebeja Johannsen, 1912
- L. striata (Williston, 1893)
- L. subfasciata (Meigen, 1818)
- L. sublunata (Loew, 1869)
- L. subtrifasciata (Strobl, 1906)
- L. umbrosa Caspers, 1991
- L. varia Walker, 1848
- L. ventralis Say, 1824
- L. winthemii Lehmann, 1822